# Udo Horeis
Udo Horeis (* 27. August 1944; † 23. Februar 2021) war ein deutscher Fußballschiedsrichter.

## Leben
Horeis sammelte seine ersten Erfahrungen als Schiedsrichter in Freiburg-Oederquart im nördlichen Niedersachsen. Anschließend war er Schiedsrichter beim Hamburger Verein SV Billstedt-Horn sowie ab 1974 beim TuS Hamburg. Im Zeitraum 1969 bis 1975 war Horeis Lehrwart im Hamburger Bezirks-Schiedsrichterausschuss Ost. Beruflich war er als Kaufmann im Holzgewerbe tätig.
Ab der Saison 1976/77 leitete Horeis Spiele der 2. Fußball-Bundesliga, seine erste Partie in dieser Spielklasse war am 18. September 1976 Hannover 96 gegen Alemannia Aachen. Ab der Spielzeit 1979/80 war er ebenfalls als Schiedsrichter in der Fußball-Bundesliga im Einsatz, seinen Einstand als Spielleiter gab Horeis in der Bundesliga bei der Begegnung Bayer 05 Uerdingen gegen den TSV 1860 München am 29. August 1979. Bei der Begegnung Bayer Leverkusen gegen den FC Bayern München am 7. März 1981 erkannte Horeis auf Geheiß seines Linienrichters einen Treffer an, obwohl Leverkusens Arne Larsen Økland nicht ins Tor, sondern das Gestänge hinter dem Tor getroffen hatte. Økland machte Horeis auf den Fehler aufmerksam, der Schiedsrichter nahm seine Entscheidung zurück. Im Februar 1982 endete das von Horeis geleitete Oberliga-Spiel zwischen dem VfB Lübeck und OSV Hannover in der 72. Minute: Im Stadion an der Lohmühle war in der Nähe des Hannoveraner Torhüters ein Feuerwerkskörper hochgegangen. Der OSV weigerte sich danach, das Spiel fortzusetzen, obwohl Horeis die Räumung der Hintertortribüne anordnete und keine Verletzung beim Torhüter erkennen konnte. Der Schiedsrichter betonte in seinem Spielbericht, die Partie nicht abgebrochen zu haben.
1985 leitete Horeis das Endspiel im DFB-Pokal der Frauen. Er war bis 1986 Bundesliga-Schiedsrichter. Horeis leitete in der Bundesliga 57 und in der 2. Bundesliga 58 Spiele. Als Linienrichter wurde er ebenfalls in Europapokalwettbewerben eingesetzt, unter anderem in den Spielen Inter Mailand gegen Glasgow Rangers sowie Waregem gegen AC Mailand.